# Bòsnia i Hercegovina al Festival de la Cançó d'Eurovisió
Bòsnia i Hercegovina va debutar com a país independent al Festival de la Cançó d'Eurovisió el 1993, des de llavors va competir cada any fins a les edicions de 1998, 2000 en què no va poder per motius econòmics. També, a causa de la crisi econòmica, es va veure obligada a retirar-se'n els anys 2013, 2014 i 2015. El 2016, Bòsnia i Hercegovina va anunciar el seu retorn al Festival, gràcies a un patrocini que sufragava la seva participació en el festival. Lamentablement, una vegada més, a causa de la crisi, Bòsnia i Hercegovina es va retirar de nou el 2017 i no ha tornat a participar-hi des d'aleshores.
Un total de 6 vegades, aquest país va entrar dins del TOP-10 de la gran final. Excepte en 2016 sempre es va classificar per a la final.
Anteriorment, havia participat com a membre de la República Federal de Iugoslàvia. A més, cal destacar que el país va participar entre 1993 i 1997 com a República de Bòsnia i Hercegovina, l'Estat predecessor de l'actual Bòsnia i Hercegovina.

## Història
A causa de la Guerra de Bòsnia, una situació molt conflictiva del país el 1993, es pensava que Bòsnia i Hercegovina no seria capaç d'emetre els seus vots per les dificultats de comunicació. No obstant això, quan va arribar el seu torn es va poder escoltar, amb interferències: "Hello, Millstreet, this is Sarajevo calling", la qual cosa va generar un aplaudiment memorable per part del públic.
Així mateix, a l'any següent 1994 es va dur a terme la primera connexió per satèl·lit amb els portaveus dels jurats en pantalla. Quan es va veure a la portaveu bosniana saludant "Bonsoir Dublin, ici Sarajevo" (Bona nit Dublín, aquí Sarajevo) el públic va aplaudir, inclosos els presentadors del certamen.
Bòsnia i Hercegovina va tenir el seu millor resultat el 2006, quan va aconseguir el tercer lloc amb la cançó folk «Lejla», del grup Hari Mata Hari, composta pel cèlebre cantautor serbi Željko Joksimović.

## Participacions
Llegenda
| Any                                   | Seu         | Artista                         | Cançó                   | Final                | Punts                | Semifinal                 | Punts                     |
| ------------------------------------- | ----------- | ------------------------------- | ----------------------- | -------------------- | -------------------- | ------------------------- | ------------------------- |
| 1993                                  | Millstreet  | Fazla                           | «Sva bol svijeta»       | 16                   | 27                   | 2                         | 52                        |
| 1994                                  | Dublín      | Alma & Dejan                    | «Ostani kraj mene»      | 15                   | 39                   | No va haver-hi semifinals | No va haver-hi semifinals |
| 1995                                  | Dublín      | Davor Popović                   | «Dvadeset prvi vijek»   | 19                   | 14                   | No va haver-hi semifinals | No va haver-hi semifinals |
| 1996                                  | Oslo        | Amila Glamočak                  | «Za našu ljubav»        | 22                   | 13                   | 21                        | 29                        |
| 1997                                  | Dublín      | Alma Čardžić                    | «Goodbye»               | 18                   | 22                   | No va haver-hi semifinals | No va haver-hi semifinals |
| No hi va participar en 1998           |             |                                 |                         |                      |                      |                           |                           |
| 1999                                  | Jerusalem   | Dino Merlin i Beatrice Poulot   | «Putnici»               | 7                    | 86                   | No va haver-hi semifinals | No va haver-hi semifinals |
| No hi va participar en 2000           |             |                                 |                         |                      |                      |                           |                           |
| 2001                                  | Copenhaguen | Nino Pršeš                      | «Hano»                  | 14                   | 29                   | No va haver-hi semifinals | No va haver-hi semifinals |
| 2002                                  | Tallinn     | Maja Tatić                      | «Na jastuku za dvoje»   | 15                   | 33                   | No va haver-hi semifinals | No va haver-hi semifinals |
| 2003                                  | Riga        | Mija Martina                    | «Ne brini»              | 16                   | 27                   | No va haver-hi semifinals | No va haver-hi semifinals |
| 2004                                  | Istanbul    | Deen                            | «In the Disco»          | 9                    | 91                   | 7                         | 133                       |
| 2005                                  | Kíev        | Feminnem                        | «Call me»               | 14                   | 79                   | Top 12 de l'any anterior  | Top 12 de l'any anterior  |
| 2006                                  | Atenes      | Hari Mata Hari                  | «Lejla»                 | 3                    | 229                  | 2                         | 267                       |
| 2007                                  | Hèlsinki    | Marija Šestić                   | «Rijeka bez imena»      | 11                   | 106                  | Top 10 de l'any anterior  | Top 10 de l'any anterior  |
| 2008                                  | Belgrad     | Laka                            | «Pokušaj»               | 10                   | 110                  | 9                         | 72                        |
| 2009                                  | Moscou      | Regina                          | «Bistra voda»           | 9                    | 106                  | 3                         | 125                       |
| 2010                                  | Oslo        | Vukašin Brajić                  | «Thunder and lightning» | 17                   | 51                   | 8                         | 59                        |
| 2011                                  | Düsseldorf  | Dino Merlin                     | «Love in Rewind»        | 6                    | 125                  | 5                         | 109                       |
| 2012                                  | Bakú        | Maya Sar                        | «Korake tu znam»        | 18                   | 55                   | 6                         | 77                        |
| No hi va participar entre 2013 i 2015 |             |                                 |                         |                      |                      |                           |                           |
| 2016                                  | Estocolm    | Deen, Dalal Midhat i Ana Rucner | «Ljubav je»             | No es va classificar | No es va classificar | 11                        | 104                       |
| No hi va participar entre 2017 i 2025 |             |                                 |                         |                      |                      |                           |                           |

## Galeria d'imatges

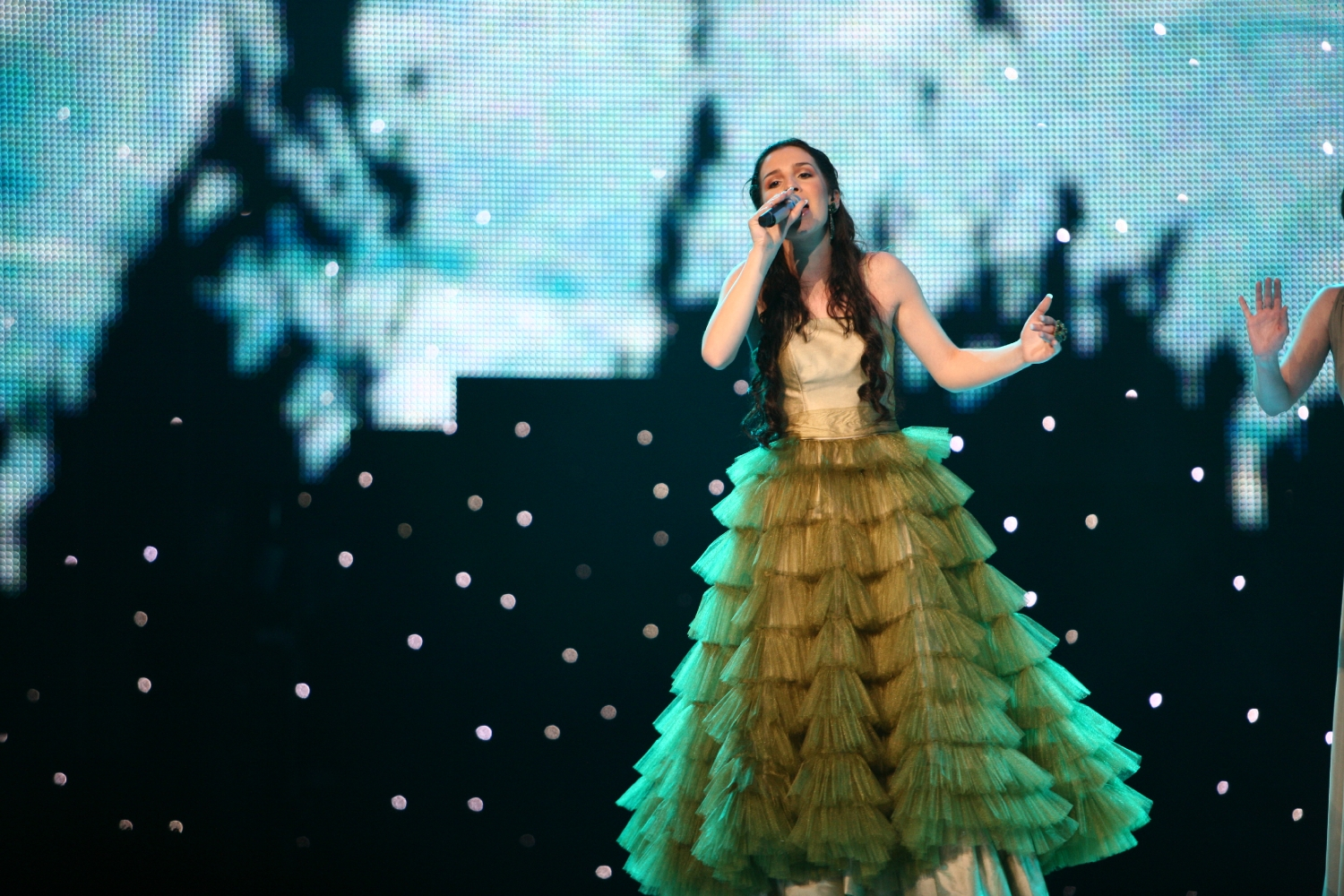
Marija Šestić a Hèlsinki (2007)
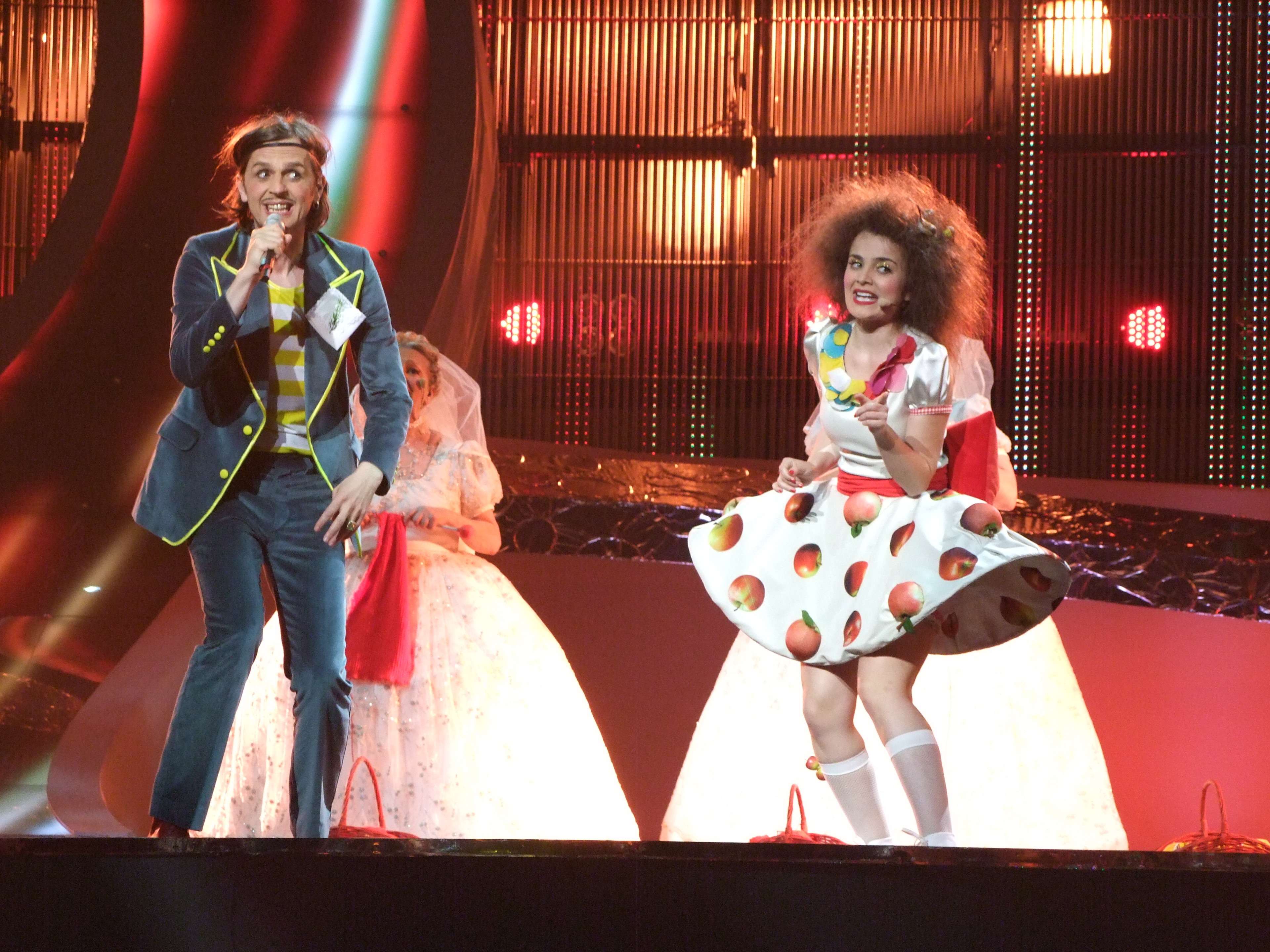
Elvir Laković a Belgrad (2008)
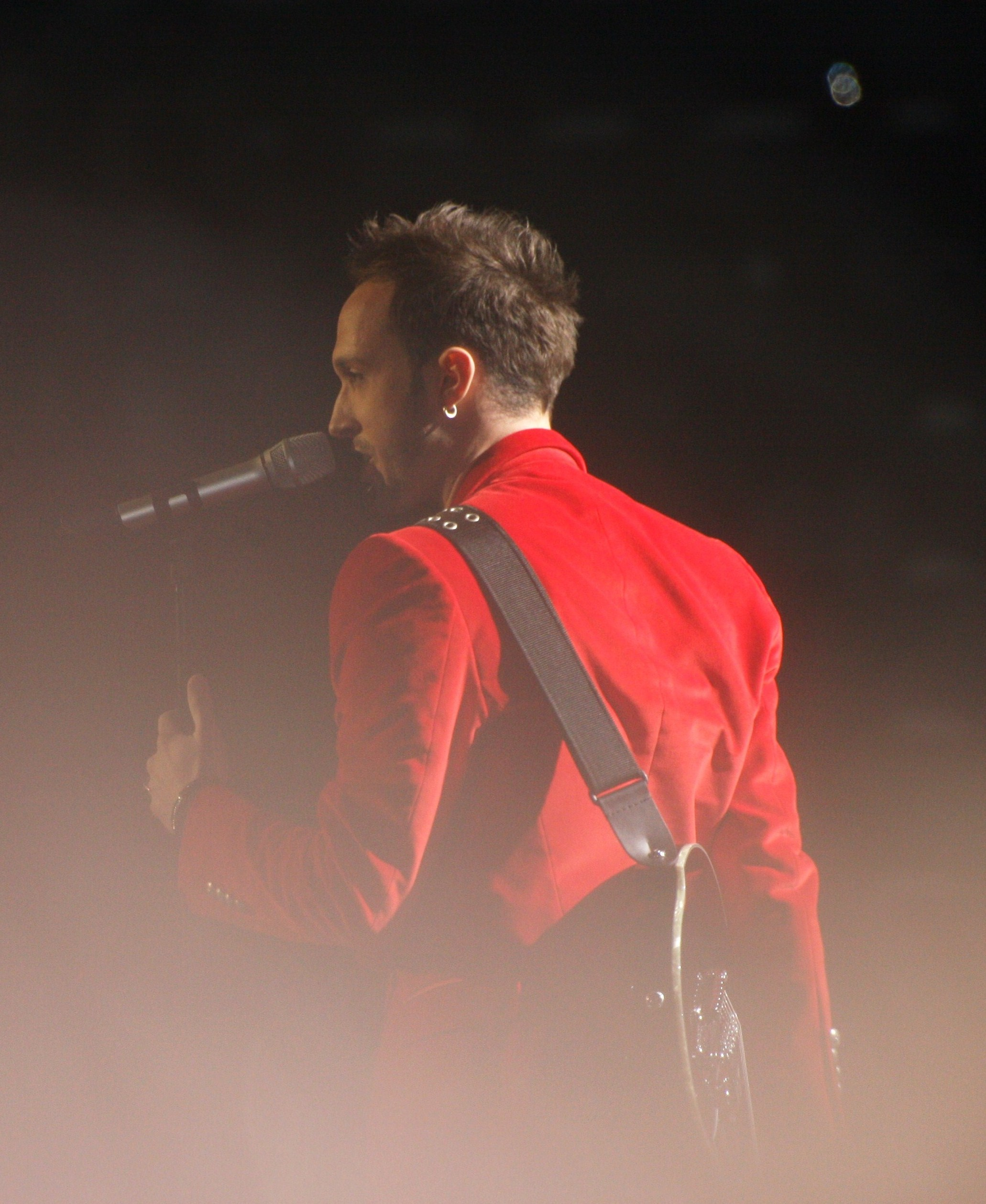
Vukašin Brajić a Oslo (2010)
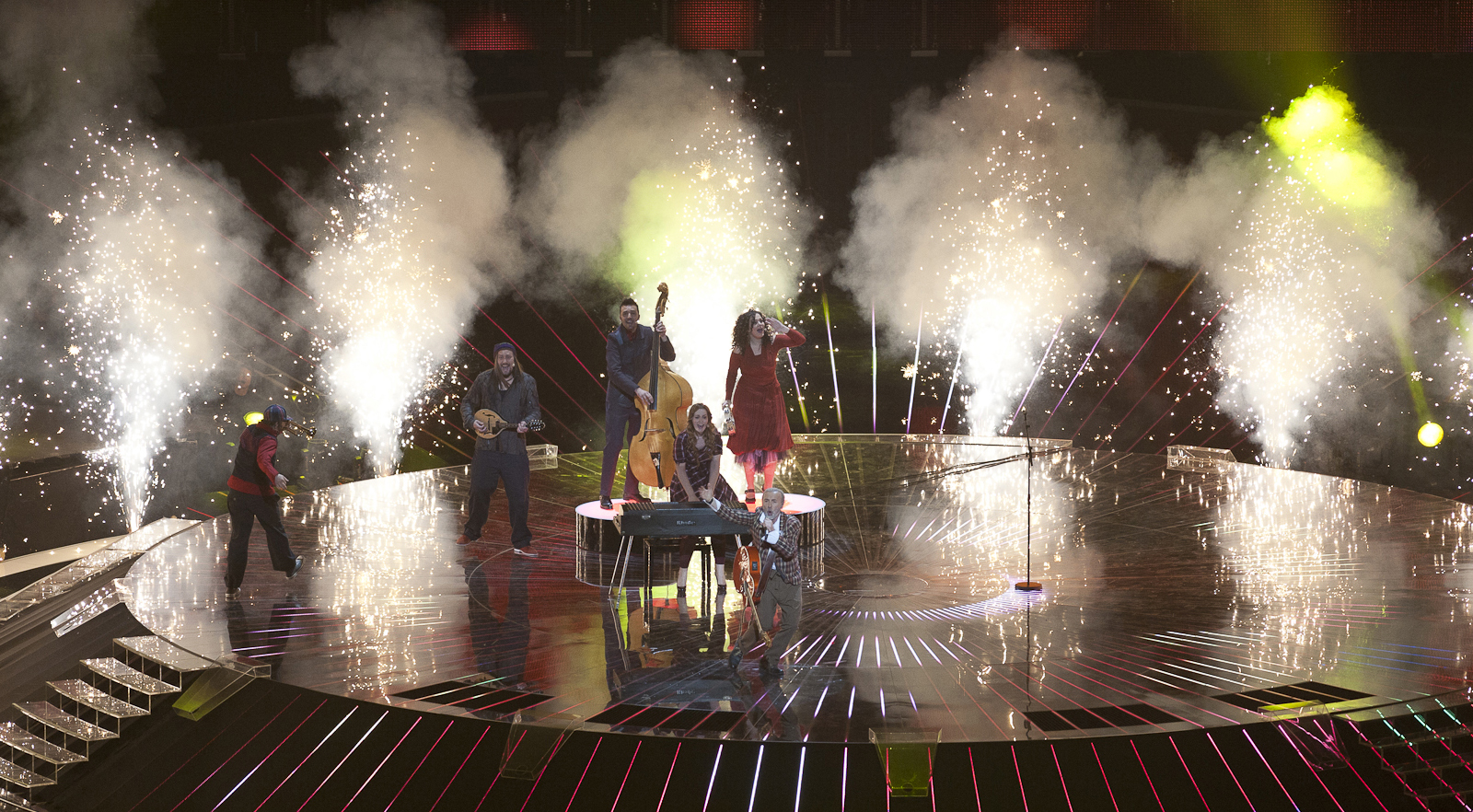
Dino Merlin a Düsseldorf (2011). Anteriorment, representà el país al 1999
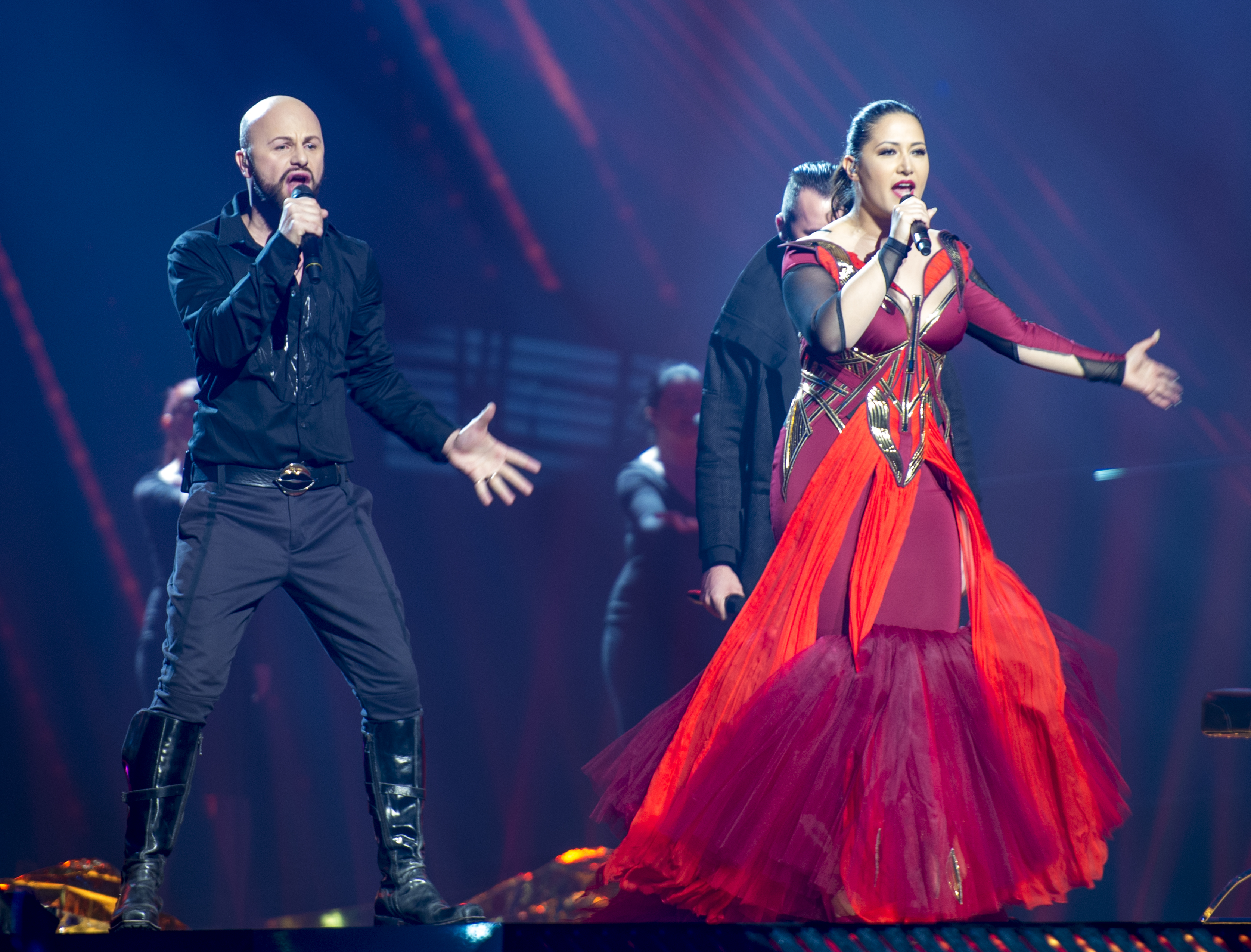
Deen, Dalal Midhat, Ana Rucner i Jala a Estocolm (2016)